# Чрмнік (притока Дубравки)
Чрмнік (словац. Črmník) — річка в Словаччині, права притока Дубравки, протікає в окрузі Ліптовський Мікулаш.
Довжина приблизно 5.0.-5.5 км. Витікає при біфуркації річки Палуджянка (масив Низькі Татри — на висоті близько 780 метрів. Протікає територією сіл Святи Кріж і Ґотовани.
Впадає в Дубравку на висоті приблизно 565-570 метрів.